# Araneus klaptoczi
Araneus klaptoczi là một loài nhện trong họ Araneidae.
Loài này thuộc chi Araneus. Araneus klaptoczi được Eugène Simon miêu tả năm 1908.